# Секретные материалы (сезон 8)
Восьмой сезон американского научно-фантастического сериала «Секретные материалы» выходил в США на телеканале FOX с 5 ноября 2000 года по 20 мая 2001 года и насчитывал 21 эпизод. Восьмой сезон проходил после похищения инопланетянами Фокса Малдера в седьмом сезоне. Сюжетная арка по поиску Малдера продолжается до второй половины сезона, в то время того как формируется новая дуга о беременности Даны Скалли. Эта дуга продолжится и закончится в следующем сезоне. Сезон затрагивает различные темы, такие как жизнь, смерть и вера. В этом сезоне Дэвид Духовны в роли Малдера участвует только в качестве прерывистого главного героя, появляясь только в половине эпизодов. Актер Роберт Патрик был нанят в качестве замены Малдеру, сыграв роль Джона Доггетта. Сезон также предзнаменовал появление Аннабет Гиш в роли Моники Рейс, которая станет главной героиней в девятом сезоне. В дополнение к изменению актерского состава создатель сериала Крис Картер обновил вступительную заставку, которая оставалась неизменной с первого сезона. 
Восьмой сезон был хорошо воспринят критиками, но был менее тепло принят поклонниками серии, многие из которых были недовольны тем, что Духовны стал встречаться реже. Изначально рейтинги сезона были сильными, но в конечном итоге он собрал 13,53 миллионов зрителей, по сравнению с 14,2 миллионами в седьмом сезоне.

## Сюжет
В конце седьмого сезона в эпизоде «Реквием» Фокс Малдер был похищен инопланетянами. Дана Скалли познакомится со специальным агентом Джоном Доггеттом, руководителем целевой группы ФБР, организованной для проведений мероприятий по поиску Малдера. Хотя поиски в конечном итоге оказывается безуспешным, Доггет вникает в Секретные материалы и работает вместе со Скалли, расследуя паранормальные дела. Когда Скалли узнаёт, что несколько женщин, как сообщается, были похищены и пропитаны инопланетными младенцами, она начинает сомневаться в своей собственной беременности и опасается за своего нерожденного ребенка.
Доггетт знакомит Скалли со специальным агентом Моникой Рейс, специалистом ФБР по ритуальным преступлениям, незадолго до того, как тело мёртвого Малдера внезапно появляется ночью в лесу. После похорон Малдера Алекс Крайчек угрожает помощнику директора Уолтеру Скиннеру, принуждая его убить ребёнка Скалли, прежде чем он родится. Билли Майлз, многократно похищенный, который исчез в ту же ночь, что и Малдер, возвращается мёртвым, но его тело воскрешается и он возвращается полностью здоровым. Малдер также возвращается после смерти, а Скалли наблюдает за его выздоровлением. Полностью выздоровевший Малдер расследует несколько секретных материалов против приказа, но вскоре его увольняют, оставляя Доггетта ответственным за дела. Малдер продолжает неофициально вносить свой вклад в расследования.

## Производство

### Создание
Оригинальные титры, созданные в 1993 году во время съёмок первого сезона сериала, оставалась неизменными в течение семи сезонов. С частичной потерей Духовны из сериала, после финала седьмого сезона было принято решение обновить титры, которые впервые были показаны в первом, премьерном эпизоде восьмого сезона в эпизоде под названием «Внутри». Последовательность кадров в заставке включала новые изображения, обновленные фотографии значков ФБР для Духовны и Андерсон, а также Патрика, приурочив это к изменению основного актерского состава. Значок Духовны появляется в заставке только тогда, когда он сам появляется в самом эпизоде. Заставка содержит изображения беременности Скалли и, по словам Фрэнка Спотница, показывает «абстрактное» объяснение частичного отсутствия Малдера в этом сезоне, когда Малдер падает в зрачок глаза.
После частичного ухода Духовны Картер решил сосредоточиться исключительно на характере Доггетта в первой половине сезона. Это привело к некоторым негодованиям со стороны актёров и критиков, в первую очередь Духовны и Андерсон.

## В ролях

### Главный состав
- Дэвид Духовны — Фокс Малдер
- Джиллиан Андерсон — Дана Скалли
- Роберт Патрик — Джон Доггетт

### Также снимались
- Митч Пиледжи — Уолтер Скиннер
- Аннабет Гиш — Моника Рейс
- Николас Лиа — Алекс Крайчек

### Приглашённые актёры
- Джеймс Пикенс-мл. — Элвин Кёрш
- Том Брэйдвуд — Мелвин Фрохике
- Брюс Харвуд — Джон Фицджеральд Байерс
- Дин Хэглунд — Ричард Лэнгли
- Кирк Воллер — Джин Крэйн
- Зэкари Эшли — Билли Майлз
- Адам Болдуин — Ноул Роэр
- Джефф Гулка — Гибсон Прэйз
- Шейла Ларкен — Маргарет Скалли
- Рой Тиннес — Джереми Смит
- Брайан Томпсон — Инопланетный Охотник

## Список эпизодов
Знаком «‡» выделены те эпизоды, которые относятся к т. н. «мифологии» сериала (его основной сюжетной линии).
| № общий | № в сезоне | Название                                       | Режиссёр       | Автор сценария                                                | Дата премьеры   | Произв. код | Зрители в США (млн) |
| --- | ---------- | ---------------------------------------------- | -------------- | ------------------------------------------------------------- | --------------- | ----------- | ------------------- |
| 162 | 1          | «Внутри»‡ «Within»                             | Ким Мэннэрс    | Крис Картер                                                   | 5 ноября 2000   | 8ABX01      | 15.87               |
| Дана Скалли переживает глубокие душевные переживания, связанные с похищением Малдера инопланетянами. В офисе Малдера она сталкивается с агентами ФБР, которым новый заместитель директора — Алвин Керш — поручил отыскать её коллегу. Расследование по делу об исчезновении Малдера ведёт специальный агент Джон Доггетт. |            |                                                |                |                                                               |                 |             |                     |
| 163 | 2          | «Снаружи»‡ «Without»                           | Ким Мэннэрс    | Крис Картер                                                   | 12 ноября 2000  | 8ABX02      | 15.1                |
| В этой серии Доггетт, продолжая поиски Малдера, пытается обнаружить инопланетного охотника в своих рядах. После того, как отряд отзывают, его назначают в отдел «Секретных материалов». |            |                                                |                |                                                               |                 |             |                     |
| 164 | 3          | «Терпение» «Patience»                          | Крис Картер    | Крис Картер                                                   | 19 ноября 2000  | 8ABX04      | 13.3                |
| В своем первом совместном деле Скалли и Доггетт расследуют жестокие убийства, которое совершает существо наподобие летучей мыши. Оказывается, что методы расследования у двух агентов сильно различаются, так как Джон ещё не привык к подобным делам. |            |                                                |                |                                                               |                 |             |                     |
| 165 | 4          | «Кукушата» «Roadrunners»                       | Род Харди      | Винс Гиллиган                                                 | 26 ноября 2000  | 8ABX05      | 13.6                |
| Скалли, работая в одиночку, сталкивается с культом, поклоняющимся слизнеподобному паразиту, считая его вторым пришествием Иисуса. Но пока она пытается помочь раненому незнакомцу, её также заражают этим паразитом. |            |                                                |                |                                                               |                 |             |                     |
| 166 | 5          | «Заклинание» «Invocation»                      | Ричард Комптон | Дэвид Аманн                                                   | 3 декабря 2000  | 8ABX06      | 13.9                |
| В 1990 году на детской площадке пропадает семилетний Билли Андервуд. Через десять лет в школе, где учится второй сын миссис Андервуд, Джош, появляется Билли. Он находится в том же семилетнем возрасте. Агенты Скалли и Доггетт приступают к расследованию. |            |                                                |                |                                                               |                 |             |                     |
| 167 | 6          | «Убийство» «Redrum»                            | Питер Маркл    | Сюжет: Стивен Маэда и Дэниел Аркин Телесценарий: Стивен Маэда | 10 декабря 2000 | 8ABX03      | 13.2                |
| Юрист Мартин Уэллс, друг Доггетта, пытается очистить своё имя после убийства его жены. Но внезапно для него время начинает течь наоборот, день за днем. Это приводит к путанице, но дает ему понять, кто на самом деле убил его жену. |            |                                                |                |                                                               |                 |             |                     |
| 168 | 7          | «Через отрицание» «Via Negativa»               | Тони Уормби    | Фрэнк Спотниц                                                 | 17 декабря 2000 | 8ABX07      | 12.37               |
| Скалли берёт отгул в связи с ранними стадиями её беременности, и Доггетт со Скиннером расследуют таинственную цепочку убийств лидером религиозного культа, который убивает своих жертв в их снах. В то же время злая сущность лидера культа преследует Доггетта, призывая того убить Скалли, пока она спит. |            |                                                |                |                                                               |                 |             |                     |
| 169 | 8          | «Дератизация» «Surekill»                       | Терренс О'Хара | Грег Уокер                                                    | 7 января 2001   | 8ABX09      | 13.3                |
| В этом эпизоде происходит убийство риэлтора, находящегося одного в одиночной камере, выстрелом в голову. Доггетт пытается найти убийцу и понять, как он это сделал. Но вскоре он и Скалли понимают, что в этом деле скрывается большее, чем кажется на первый взгляд. |            |                                                |                |                                                               |                 |             |                     |
| 170 | 9          | «Спасение» «Salvage»                           | Род Харди      | Джеффри Белл                                                  | 14 января 2001  | 8ABX10      | 11.7                |
| В этом эпизоде Скалли и Доггетт встречают недавно умершего человека, который оказывается живым, только кое-что в нем поменялось. Теперь он частично состоит из металла и убивает всех, кто, как он считает, виновен в его состоянии. |            |                                                |                |                                                               |                 |             |                     |
| 171 | 10         | «Возмездие» «Badlaa»                           | Тони Уормби    | Джон Шибан                                                    | 21 января 2001  | 8ABX12      | 11.8                |
| Мистик провозит себя контрабандой из Индии, и Скалли с Доггеттом идут по цепочке его убийств и террора, затронувшего две семьи в пригороде Вашингтона. Скалли испытывает кризис веры, понимая, что никогда не сможет стать такой же открытой, как Малдер. |            |                                                |                |                                                               |                 |             |                     |
| 172 | 11         | «Дар»‡ «The Gift»                              | Ким Мэннэрс    | Фрэнк Спотниц                                                 | 4 февраля 2001  | 8ABX11      | 14.6                |
| Доггетт натыкается на старое дело о целителе-«пожирателе душ», которое, как он надеется, прольет свет на исчезновение Малдера. Серия флэшбеков показывает, что Малдер, умирая от болезни мозга, которую он получил после воздействия инопланетного артефакта, обратился к этому целителю за год до событий эпизода. Но увидев, как он страдает, отказался от его помощи. В ходе расследования Доггетта убивает местный шериф, но пожиратель душ поглощает его смерть и умирает, воскрешая Доггетта в процессе. |            |                                                |                |                                                               |                 |             |                     |
| 173 | 12         | «Медуза» «Medusa»                              | Ричард Комптон | Фрэнк Спотниц                                                 | 11 февраля 2001 | 8ABX13      | 13.8                |
| Серия странных смертей происходит в туннеле Бостона. Доггетт присоединяется к группе профессионалов для расследования под землёй. Тем временем на поверхности Скалли приходится бороться с властями, которые решили запустить поезда в туннелях через несколько часов. |            |                                                |                |                                                               |                 |             |                     |
| 174 | 13         | «Вручную»‡ «Per Manum»                         | Ким Мэннэрс    | Крис Картер и Фрэнк Спотниц                                   | 18 февраля 2001 | 8ABX08      | 16.0                |
| Скалли и Доггетт расследуют дела нескольких женщин, которые не могли забеременеть естественным путём, но были похищены и забеременели инопланетными детьми. Вскоре Скалли начинает волноваться о своей беременности. |            |                                                |                |                                                               |                 |             |                     |
| 175 | 14         | «Этого не может быть»‡ «This Is Not Happening» | Ким Мэннэрс    | Крис Картер и Фрэнк Спотниц                                   | 25 февраля 2001 | 8ABX14      | 16.9                |
| Скалли, Доггетт и Скиннер обнаруживают нескольких похищенных инопланетянами людей. Доггетт вызывает агента Монику Рейс для помощи в деле. Страхи Скалли по поводу Малдера возобновляются с новой силой, когда одна из похищенных в то же время внезапно восстанавливается из критического состояния. |            |                                                |                |                                                               |                 |             |                     |
| 176 | 15         | «Живой мертвец»‡ «Deadalive»                   | Тони Уормби    | Крис Картер и Фрэнк Спотниц                                   | 1 апреля 2001   | 8ABX15      | 12.4                |
| Малдер похоронен, но, по указанию Скиннера, его тело извлекают после того, как тело Билли Майлза оживает во время вскрытия. После эксгумации тела Малдера в нём наблюдаются слабые признаки жизни. Тем временем Алекс Крайчек использует наноботов в крови Скиннера как рычаг давления, чтобы тот убил нерожденного ребёнка Скалли. Вскоре Малдер приходит в норму и воссоединяется со Скалли. |            |                                                |                |                                                               |                 |             |                     |
| 177 | 16         | «Три слова»‡ «Three Words»                     | Тони Уормби    | Крис Картер и Фрэнк Спотниц                                   | 8 апреля 2001   | 8ABX18      | N/A                 |
| Малдер тайно проводит своё расследование после того, как человек, пытавшийся добраться до президента и предупредить его о грядущем вторжении инопланетян, был застрелен прямо на лужайке Белого дома. Пытаясь добыть новые доказательства колонизации, он оказывается в трудной ситуации. |            |                                                |                |                                                               |                 |             |                     |
| 178 | 17         | «Эмпедокл» «Empedocles»                        | Барри К. Томас | Грег Уокер                                                    | 15 апреля 2001  | 8ABX17      | 12.46               |
| Моника Рейс просит Малдера помочь в расследовании убийства и его связи с нераскрытым убийством сына Доггетта. Вскоре Малдер и Доггетт сталкиваются на этой почве. |            |                                                |                |                                                               |                 |             |                     |
| 179 | 18         | «Они идут»‡ «Vienen»                           | Род Харди      | Стивен Маэда                                                  | 22 апреля 2001  | 8ABX16      | 11.8                |
| Малдер, игнорируя приказ держаться подальше от Секретных материалов, прибывает на нефтяную вышку на карантине вместе с агентом Доггеттом. Вскоре они обнаруживают, что вся платформа заражена черным раком, инопланетным вирусом, обнаруженным Малдером и Скалли несколько лет назад. Несмотря на взаимную неприязнь, оба агента объединяются и сбегают с платформы прежде, чем зараженный персонал поймает и убьет их.                                                                                        |            |                                                |                |                                                               |                 |             |                     |
| 180 | 19         | «Одиночка» «Alone»                             | Фрэнк Спотниц  | Фрэнк Спотниц                                                 | 6 мая 2001      | 8ABX19      | 12.7                |
| Скалли уходит в отпуск по уходу за ребёнком, и Доггетту назначают новую напарницу: молодую энтузиастку Лейлу Харрисон, которая знает всё о «Секретных материалах». Фанатизм агента Харрисон по Малдеру и Скалли не нравится Доггетту, и он обучает напарницу паре вещей. Но вскоре они оба пропадают, и Малдер, бросив всё, направляется на их поиски. |            |                                                |                |                                                               |                 |             |                     |
| 181 | 20         | «Сущность»‡ «Essence»                          | Ким Мэннэрс    | Крис Картер                                                   | 13 мая 2001     | 8ABX20      | 12.8                |
| Малдер, Скиннер и Доггетт сталкиваются с ужасными последствиями пакта Синдиката с инопланетянами, когда на их пути встаёт Билли Майлс, перепрограммированный в солдата с заданием уничтожить все свидетельства экспериментов, включая ещё не рожденного ребенка Скалли. Они вызывают Монику Рейс на помощь им. |            |                                                |                |                                                               |                 |             |                     |
| 182 | 21         | «Существование»‡ «Existence»                   | Ким Мэннэрс    | Крис Картер                                                   | 20 мая 2001     | 8ABX21      | 14.00               |
| В этом эпизоде, продолжая предыдущий, появляется новый тип пришельца, так называемый «Суперсолдат», запрограммированный на уничтожение следов инопланетного вмешательства на Земле. Малдер, Доггетт, Скиннер и Алекс Крайчек помогают агенту Скалли вместе с агентом Моникой Рейс сбежать от Билли Майлса в отдаленный город. Вскоре Скиннер убивает Крайчека, а Скалли в окружении суперсолдат рожает с виду нормального ребенка. Без объяснения инопланетяне покидают местность, когда прибывает Малдер.     |            |                                                |                |                                                               |                 |             |                     |